# Youngtown (Arizona)
Youngtown ist eine US-amerikanische Stadt im Maricopa County des Bundesstaats Arizona.
Sie liegt in der Metropolregion von Phoenix. Youngtown gilt als der erste Ort in den USA, in dem eine sogenannte Rentnerstadt geplant und ab 1955 angelegt wurde. Das U.S. Census Bureau hat bei der Volkszählung 2020 eine Einwohnerzahl von 7.056 ermittelt.

## Geographie
Youngtown liegt rund 16 Kilometer westlich von Phoenix am Ostufer des Agua Fria Rivers und südlich der U.S. Route 60. Der Ort wurde auf einer Grundfläche von etwa 1,6 Quadratkilometer auf Wüstenboden erbaut.

### Nachbargemeinden
Die Nachbargemeinden sind im Uhrzeigersinn Sun City im Norden, Peoria, Glendale, Litchfield Park und El Mirage im Westen.

## Geschichte
Die Idee zum Bau einer Rentnerstadt kam ursprünglich von Ben Schleifer, einem jüdischen Immigranten aus Minsk in Belarus. 1954 gründeten Ben Schleifer, Frances Geer und Elmer Johns die Youngtown Development Company, die zum Ziel hatte, eine altengerechte Stadt für ausschließlich über 55-jährige Bewohner auf dem Boden einer früheren Rinderfarm zu errichten. 1955 wurden von 125 fertigen Eigenheimen 85 verkauft. In den folgenden Jahren gab es Werbekampagnen und im Fernsehen liefen Sendungen, durch die die Aufmerksamkeit der Amerikaner auf die Region in Arizona und die neuartige Rentnerstadt gerichtet wurde. 1960 bekam Youngtown eine selbständige Verwaltung. Im gleichen Jahr wurde in der Nachbarschaft die Rentnerstadt Sun City gegründet, wodurch sich das Wachstum Youngtowns beschleunigte. Gleichzeitig bekam die Stadt ein Postamt, ein Lebensmittelgeschäft, eine Apotheke und eine Tankstelle, damit die Bewohner nicht mehr in die Nachbarorte zum Einkaufen fahren mussten. 1960 wurde in Youngtown das erste Büro der AARP (American Association of Retired Persons, dt. Amerikanische Vereinigung der Ruheständler) eröffnet, einer Lobbyorganisation in den USA, die sich für die Interessen älterer Personen einsetzt. In den 1970er Jahren konnten auch kundenspezifische Häuser errichtet werden und 1998 wurde die Altersbeschränkung aufgehoben, so dass auch Familien mit Kindern Wohnrecht bekamen. In der Folge wurden Spielplätze, Kindergärten und Schulen errichtet.

### Einwohnerentwicklung
| Jahr | Einwohner¹ |
| ---- | ---------- |
| 1970 | 1.886      |
| 1980 | 2.254      |
| 2000 | 3.010      |
| 2010 | 6.156      |
| 2020 | 7.056      |

1970–2020: Volkszählungsergebnisse